# Алексеев, Михаил Павлович
Михаи́л Па́влович Алексе́ев (укр. Миха́йло Па́влович Алексє́єв; 24 мая (5 июня) 1896, Киев — 19 сентября 1981, Ленинград) — советский литературовед-компаративист, ученый-энциклопедист, специалист в области зарубежных литератур (английской, французской, немецкой, испанской), автор работ, посвящённых международным литературным связям отечественной словесности, доктор филологических наук (1937), академик АН СССР (1958; член-корреспондент с 1946). Пушкинист. Член Союза писателей СССР (1941).

## Биография
Родился в семье инженера путей сообщения; его дедом был П. П. Алексеев, профессор химии. Мать Михаила, А. В. Алексеева, урожденная Халютина, была знакома с Л. Н. Толстым. «Каждый из членов нашей семьи, — вспоминал Михаил, — мог рассказать о деятелях русской культуры то, чего не найти ни в каких книгах».
В 1907—1914 годах учился в частной гимназии В. П. Науменко и одновременно — в Киевской музыкально-драматической школе М. К. Лесневич-Носовой (по классам фортепиано и композиции). Завершив обучение в гимназии, в 1914 году поступил на славяно-русское отделение историко-филологического факультета Киевского университета. Окончил университет в 1918 году. В студенческие годы Алексеев организовал кружок литературной молодёжи «Киевские антропофаги», куда входили молодые русские (Владимир Маккавейский, Артур Хоминский) и украинские (Максим Рыльский) поэты.
В 1919—1920 годах преподавал в Киевском университете. С 1920 по 1924 год состоял профессорским стипендиатом при историко-филологическом факультете Одесского университета. В 1924—1927 годах работал в Одесской государственной публичной библиотеке, сначала консультантом-библиографом, затем — заведующим библиографическим отделом.
В 1927 году получил приглашение в Иркутский государственный университет, где стал доцентом кафедры всеобщей литературы. В 1928 году был избран профессором и заведующим кафедрой.
В 1933 году по приглашению В. Ф. Шишмарева, декана филологического факультета Ленинградского государственного университета, перебрался в Ленинград. В 1933—1960 и 1969 годах — профессор кафедры всеобщей литературы (до 1948 года — кафедра западноевропейских литератур) филологического факультета ЛГУ (в 1942—1945 и 1951—1960 годах заведовал кафедрой), в 1945—1947 и 1950—1953 годах — декан филологического факультета, в 1947—1949 годах — директор научно-исследовательского Филологического института при ЛГУ. В 1934—1942 годах — профессор ЛГПИ им. А. И. Герцена (с 1938 года — заведующий кафедрой всеобщей литературы).
В первые месяцы Великой Отечественной войны М. П. Алексеев участвовал в оборонных работах. В феврале 1942 года вместе с университетом он был эвакуирован в Саратов. В 1942—1944 годах помимо заведования кафедрой всеобщей литературы ЛГУ заведовал кафедрой всеобщей литературы историко-филологического факультета Саратовского университета.
С 1934 года — старший научный сотрудник Пушкинского Дома (ИРЛИ АН СССР); в 1950—1963 годах — заместитель директора по научной работе; в 1955—1957 годах — заведующий сектором пушкиноведения; в 1956—1981 годах — руководитель сектора взаимосвязей русской и зарубежной литератур. С 1959 года — председатель Пушкинской комиссии при Отделении литературы и языка АН СССР. C 1956 года — член Бюро, с 1959 года — заместитель председателя, с 1970 года — председатель Советского комитета славистов при АН СССР. Председатель (1958) и вице-президент (1970) Международного комитета славистов. Доктор honoris causa Ростокского (1959), Оксфордского (1963), Парижского (1964), Бордоского (1964), Будапештского (1967) университетов, университета имени Адама Мицкевича в Познани (1973). В 1971 году избран иностранным членом Сербской академии наук и искусств. В 1974 году избран почётным членом Американской Ассоциации современных языков (Modern Language Associanion of America).
Член-корреспондент Британской академии (1972).
Похоронен на кладбище в Комарове. Надгробие (архитектор — В. В. Хазанов) установлено в 1984 году.

## Научная деятельность
В ранний период научной деятельности, работая в различных учреждениях Киева и Одессы, Михаил Павлович, наряду с историей русской литературы и историей искусств, прежде всего музыки, интересовался больше всего французской литературой (писал о ней, переводил французскую прозу, готовил издания и т. д.). В Одессе в круг его научных интересов вошла английская литература, и он серьезно занялся изучением английского языка, которого тогда он совсем не знал, в отличие от французского и немецкого, которыми владел свободно. 
Михаил Павлович писал о древности и о современности, о русской, английской, французской, немецкой, испанской, итальянской, венгерской, американской, бразильской, западнославянских (особенно, польской) и скандинавских литературах, изучал проблемы языкознания, фольклористики, истории и теории перевода. Он принадлежит к числу крупнейших специалистов в области изучения литературных связей. Значительное число его работ посвящено восприятию на Западе русской культуры и общественной жизни.

## Награды
- орден Ленина (1975)
- орден Трудового Красного Знамени (10.06.1945)
- орден «Знак Почёта» (1957)
- медаль «За доблестный труд в Великой Отечественной войне 1941—1945 гг.» (1946)
- медаль «В память 250-летия Ленинграда» (1957)
- Премия Президиума АН СССР за работу «Славянские источники „Утопии“ Томаса Мора» (1955)[8]
- Премия  имени В. Г. Белинского АН СССР за книгу «Пушкин. Сравнительно-исторические исследования» (1973)

## Память
На Доме академиков в Санкт-Петербурге, расположенном по адресу: 7-я линия Васильевского острова, 2/1, лит. А, в 1986 году была установлена мемориальная доска (архитектор Ю. И. Акимов) с текстом: «Здесь с 1966 по 1981 год жил и работал советский ученый-филолог, академик Михаил Павлович Алексеев».

## Основные работы
Книги
- И. С. Тургенев и музыка. — Киев: Общество исследования искусства, 1918. — 22с.
- Ранний друг Ф. М. Достоевского. — Одесса: Всеукраинское государственное издательство, MCMXXI. — 26 с.
- Сибирь в романе Дефо / Издание Восточно-Сибирского отдела Государственного Русского Географического общества. — Иркутск: Тип. изд. «Власть Труда», 1928. — 24 с.
- Этюды о Марлинском. — Иркутск: Изд. Иркутского унив., 1928. — 64 с.
- Проблема художественного перевода. — Иркутск, Изд. Иркутского унив., 1931. — 30 с.
- Сибирь в известиях западноевропейских путешественников и писателей: XIII—XVII вв. Ч. 1—2. — Иркутск, 1934—1936. (2-е изд.: Иркутск, 1941; 3-е изд.: Новосибирск: Наука, 2006).
- Сибирь в известиях западно-европейских путешественников и писателей: Введение, тексты и комментарий: XIII—XVII в.в. — 2-е изд. — Иркутск: ОГИЗ, Иркутск. обл. изд-во, 1941. — LXII, 609, [3] с., 4 л.
- Славянские источники «Утопии» Томаса Мора. — М.: Изд-во АН СССР, 1955. — 118, [1] с.
- Явления гуманизма в литературе и публицистике Древней Руси (XVI—XVII вв.). — М.: АН СССР, 1958. — 38 с.
- Из истории английской литературы. Этюды, очерки, исследования. — М.; Л., Гослитиздат, 1960. — 497, [2] с.
- Очерки истории испано-русских литературных отношений XVI—XIX вв. / Михаил Павлович Алексеев; Ленинградский ордена Ленина гос. ун-т им. А. А. Жданова. — Ленинград: Изд-во Ленинградский ун-та, 1964. — 216 с.
- Стихотворение Пушкина «Я памятник себе воздвиг…». Проблемы его изучения. — Л .: «Наука», 1967. — 272 с.
- Словари иностранных языков в русском азбуковнике XVII века: Исследование, тексты и коммент. / АН СССР. Ин-т рус. литературы (Пушкинский дом). — Ленинград: Наука. [Ленингр. отд-ние], 1968. — 154, [2] с.
- Пушкин: Сравнительно-исторические исследования. — Л.: Наука, 1972. — 468 с.; (2-е изд.: Л.: Наука, 1984. — 478 с.).
- Русско-английские литературные связи: (XVIII в. — первая половина XIX в.). — М., 1982. — 863 с. (Литературное наследство; Т. 91)
- Сравнительное литературоведение / Отв. ред. Г. В. Степанов. — Л.: Наука, 1983. — 448 с. — (Серия «М. П. Алексеев. Избранные труды»).
- Литература средневековой Англии и Шотландии / [Вступ. ст. Ю. Д. Левина]. — М.: Высшая школа, 1984. — 352 с.
- Русская литература и романский мир / Отв. ред. Ю, Б. Виппер, П. Р. Заборов. — Л.: Наука, 1985. — 544 с. — (Серия «М. П. Алексеев. Избранные труды»).
- Пушкин и мировая литература / Отв. ред. Г. П. Макогоненко, С. А. Фомичёв. — Л.: Наука, 1987. — 616 с. — (Серия «М. П. Алексеев. Избранные труды»).
- Русская литература и её мировое значение / Отв. ред. В. Н. Баскаков, Н. С. Никитина. — Л.: Наука,1989. — 414 с. — (Серия «М. П. Алексеев. Избранные труды»).
- Английская литература. Очерки и исследования / Отв. ред. Н. Я. Дьяконова, Ю. Д. Левин. — Л.: Наука, 1991. 464 с. — (Серия «М. П. Алексеев. Избранные труды»).
- Вильям Рольстон — пропагандист русской литературы и фольклора. — СПб., 1994 (в соавт. с Ю. Д. Левиным).
- Русская тема в европейской литературе: Сб. статей и материалов. — СПб.: Нестор-История, 2019. — 528 с. — Тираж 300 экз. — ISBN 978-5-4469-1567-5.

Статьи
- «Гавриилиада» Пушкина. (По поводу издания В. Брюсова) // Родная земля. — 1919, ноябрь. — № 2. — С. 1—11.
- О драматических опытах Достоевского // Творчество Достоевского: 1821—1881—1921: Сб. ст. и материалов / Под ред. Л. П. Гроссмана. — Одесса, 1921. — С. 41—62.
- Огюст Барбье // Ямбы и поэмы / Огюст Барбье. — Одесса, 1922. — С. III—XL.
- Сибирь в романе Даниэля Дефо // Сибирский литературно-краеведческий сборник. — Иркутск, 1928. — Вып. 1. — С. 51—72.
- «Русский язык» у немецкого поэта XIV века [Освальда фон Волькенштейна] // Сборник статей к сорокалетию учёной деятельности академика А. С. Орлова. — Л.: Изд-во АН СССР, 1934. — С. 557—572.
- Борис Годунов и Дмитрий Самозванец в западноевропейской драме // «Борис Годунов» А. С. Пушкина: Сб. ст. — Л., 1936. — С. 81—124.
- Виктор Гюго и его русские знакомства // «Литературное наследство», т. 31—32, 1937;
- Этюды из истории испано-русских литературных отношений // Культура Испании. — М., 1940.
- Англия и англичане в памятниках московской письменности XVI-XVII вв. // Учёные записки Ленинградского гос. университета.  Серия исторических наук. Вып. 15. — Л. Изд-во ЛГУ, 1947. — С. 43—100.
- Дидро о русской литературе // Русская литература на Западе: Ст. и материалы / Под ред. М. П. Алексеева. — М.; Л., 1948. — С. 19—57.
- И. С. Тургенев —пропагандист русской литературы на Западе // Труды отдела новой русской литературы АН СССР. Т. 1. — М., Л.: Изд-во АН СССР, 1948. — С. 39—81.
- Мировое значение Гоголя // Гоголь в школе. — М., 1954;
- Мировое значение «Записок охотника» // «Записки охотника» И. С. Тургенева (1852—1952): Сборник статей и материалов. — Орёл, 1955;
- Белинский и славянский литератор Я. П. Иордан (К вопросу об известности Белинского на Западе и у славян в 40-е годы XIX в.) // «Литературное наследство», т. 56, 1950;
- Пушкин и наука его времени // Пушкин. Исследования и материалы. Т. 1. — М. — Л., 1956;
- Вильям Хогарт и его «Анализ красоты» // Хогарт В. Анализ красоты. — Л. — М., 1958.
- К истории написания имени «Шекспира» в России // Проблемы современной филологии: Сб. ст. к семидесятилетию акад. В. В. Виноградова / АН СССР, Отд-ние лит. и яз. — М., 1965. — С. 304—313.
- «Дневной месяц» у Тютчева и Лонгфелло // Поэтика и стилистика русской литературы. Памяти ак. В. В. Виноградова. — Л.: Наука, 1971. — С. 153—167.